# 岩崎名美
岩崎名美（1996年10月25日—），是一位日本的女演員、時裝模特兒。出身於日本東京都，所屬事務所為IDEA。身高168公分。

## 來歷
- 2009年，在以青少年為主要讀者的流行雜誌「Hana* chu→（日语：Hanachu）」擔任專屬模特兒，也是她首次在公眾面前亮相。
- 2011年2月，第一次參與電視廣告，代言三得利推出的產品「奈奈子果汁飲料（日语：なっちゃん）」。
- 2012年4月至6月，在富士電視台晨間新聞節目鬧鐘電視的單元「イマドキ」固定演出。
- 2012年10月開始，成為雜誌「JJ（日语：JJ (雑誌)）」的專屬模特兒[1]。
- 2012年11月，被任命為2013年度「Toray泳裝活動女孩」（東レ水着キャンペーンガール）[2]。
- 2013年1月31日 - 擔任NICONICO生放送節目「西川貴教のイエノミ!!」第三代助理。

## 演出

### 電視劇
- アスコーマーチ〜明日香工業高校物語〜（日语：アスコーマーチ!〜県立明日香工業高校行進曲〜#テレビドラマ） 第4話（2011年5月29日、朝日電視台） - 飾演 橫濱永鈴高校的女學生
- 刑警 黑川鈴木（2012年1月5日 - 3月29日、讀賣電視台） - 飾演 居酒屋的女兒

### 電視節目
- 鬧鐘電視（2012年4月 - 6月、富士電視台） - 單元「イマドキ」星期三固定演出

### 雜誌
- Hana* chu→（日语：Hanachu）（2009年10月號 - 2011年5月號、主婦之友社）- 專屬模特兒
- 週刊少年Sunday「Sunday青春學園（日语：サンデー青春学園）單元」（2010年12月 - 、小學館）
- JJ（日语：JJ (雑誌)）（2012年12月號 - 、光文社） - 專屬模特兒

### 電視廣告
- 奈奈子果汁飲料（日语：なっちゃん）（2011年2月、三得利）

## 外部連結
- 所屬事務所個人簡介
- 岩崎名美ameblo